# Potter (krater)
För andra betydelser, se Potter.
Potter är en nedslagskrater med en diameter på ungefär 47 kilometer, på planeten Venus. Potter har fått sitt namn efter den brittiska författarinnan Beatrix Potter.